# Primera División Uruguaya 1992
Il campionato era formato da tredici squadre e il Nacional vinse il titolo.

## Classifica finale
| Pos. | Squadra              | G  | V  | N  | P  | GF | GS | Punti |
| ---- | -------------------- | -- | -- | -- | -- | -- | -- | ----- |
| 1    | Nacional             | 24 | 14 | 5  | 5  | 46 | 26 | 33    |
| 2    | River Plate          | 24 | 10 | 8  | 6  | 35 | 26 | 28    |
| 3    | Danubio              | 24 | 8  | 11 | 5  | 23 | 18 | 27    |
| 4    | Peñarol              | 24 | 10 | 6  | 8  | 32 | 25 | 26    |
| 5    | Bella Vista          | 24 | 9  | 8  | 7  | 28 | 23 | 26    |
| 6    | Defensor Sporting    | 24 | 9  | 8  | 7  | 26 | 22 | 26    |
| 7    | Montevideo Wanderers | 24 | 7  | 10 | 7  | 21 | 22 | 24    |
| 8    | Racing Montevideo    | 24 | 4  | 16 | 4  | 17 | 18 | 24    |
| 9    | Progreso             | 24 | 7  | 10 | 7  | 23 | 31 | 24    |
| 10   | Liverpool            | 24 | 6  | 11 | 7  | 17 | 25 | 23    |
| 11   | Cerro                | 24 | 4  | 11 | 9  | 20 | 27 | 19    |
| 12   | Rentistas            | 24 | 6  | 6  | 12 | 24 | 33 | 18    |
| 13   | Central Español      | 24 | 2  | 10 | 12 | 18 | 34 | 14    |

G = Partite giocate; V = Vittorie; N = Nulle/Pareggi; P = Perse; GF = Goal fatti; GS = Goal subiti; 

## Classifica marcatori
| Gol |  |  | Giocatore               | Squadra  |
| --- |  |  | ----------------------- | -------- |
| 13  |  |  | Julio César Dely Valdés | Nacional |